# لوئلا گیر
لوئلا گیر (انگلیسی: Luella Gear؛ ‏ ۵ سپتامبر ۱۸۹۷ – ۳ آوریل ۱۹۸۰) بازیگر اهل ایالات متحده آمریکا بود.
از فیلم‌ها یا مجموعه‌های تلویزیونی که وی در آن‌ها نقش داشته‌است، می‌توان به بانویی در تاریکی، سبکبار و بی‌خیال و ویترین تولیدکنندگان اشاره نمود.